# Chromocryptus phrix
Chromocryptus phrix är en stekelart som först beskrevs av Porter 1967.  Chromocryptus phrix ingår i släktet Chromocryptus och familjen brokparasitsteklar. Inga underarter finns listade i Catalogue of Life.